# Борчиці
Борчиці (словац. Borčice) — село в окрузі Ілава Тренчинського краю Словаччини. Площа села 4,12 км². Станом на 31 грудня 2015 року в селі проживало 560 людей.

## Історія
Перші згадки про село датуються 1238 роком.

## Населення
| Рік:            | 1994. | 2004.   | 2014.    | 2024.    |
| --------------- | ----- | ------- | -------- | -------- |
| Кількість осіб: | 392   | 377     | 535      | 752      |
| Різниця:        |       | -3,82 % | +41,90 % | +40,56 % |

| Рік:            | 2023. | 2024.   |
| --------------- | ----- | ------- |
| Кількість осіб: | 746   | 752     |
| Різниця:        |       | +0,80 % |